# Elektroakupunktura dle Volla
Elektroakupunktura dle Volla (EAV, EAM, Elektroapunktur nach Voll, též např. electrodermal testing) je nevědecká diagnostická i terapeutická metoda používaná v rámci alternativní medicíny. Metoda je též využívaná pro výběr vhodného homeopatického preparátu.
Předsednictvo České lékařské společnosti Jana Evangelisty Purkyně pokládá metodu EAV za nevědeckou, v roce 2001 a 2002 vyvinulo opakovaně tlak na akupunkturistickou společnost ČLS JEP, aby zkušila svoji eklektroakupunkturistickou sekci, protože její existence je v rozporu s posláním a tedy se Stanovami ČLS JEP. Metoda je obecně považována za šarlatánskou.

## Historie
Metodu vytvořil v padesátých letech Dr. R. Voll ve spolupráci s Ing. Wernerem na základě představy, že by akupunkturní body měly mít i měřitelné elektrické charakteristiky. V roce 1955 vytvořil tzv. biorezonanční test, který by měl umožňovat výběr vhodného homeopatického preparátu.

## Princip měření

Schematické znázornění měření EAV. Kroužek označuje indiferentní elektrodu, šipka aktivní elektrodu. Vlastní signál je časově proměnný průběh elektrického proudu obvodem při přitisknutí a při oddálení aktivní elektrody. Výsledek může být zaznamenán počítačem.

Při vlastním měření se vyhodnocuje podle vyjádření některých kožní odpor v akupunkturním bodě, podle jiných elektrický potenciál v akupunkturním bodě.
Měření je obvykle uspořádáno tak, že měřený drží volně v jedné ruce elektrodu tvaru válce (indiferentní elektroda) a obvod se uzavírá pomocí aktivní elektrody (sondy), která se přikládá hrotem do akupunkturního bodu. Obvod je napájen ze zdroje nízkého napětí, obvykle jen několika málo voltů. Časový průběh proudu obvodem během přitlačení a oddálení aktivní elektrody je vyhodnocován operátorem přístroje.

## Indikace
Vyšetření metodou EAV by mělo být schopno diagnostikovat prakticky všechny choroby i poruchy organizmu.

## Kritika metody

### Kritika principu
Kritika principu je postavena jednak na tvrzení, že se nikdy nepodařilo prokázat existenci akupunkturních bodů a drah  a jednak na chybné technické stránce měření, které je snadno manipulovatelné. Obecněji formulovaná kritika se týká kromě technických a biologických výhrad i matení pojmů a neznalosti fyziky zastánci EAV.

### Klinické studie
Klinické studie hodnotící diagnostickou účinnost EAV jsou v kvalitních časopisech (s vysokým impakt faktorem) raritní. Existují kvalitní studie prokazují neschopnost EAV diagnostikovat alergie,  naproti tomu studie potvrzující diagnostickou účinnost EAV vycházejí v časopisech s nulovým nebo velmi nízkým impaktním faktorem, mnohdy jsou zatíženy značnými chybami v realizaci studie (takže je problematické získat data pro metaanalýzu - v databázi Cochrane není (27. 8. 2008) ani jedna metaanalýza týkající se použití EAV. Jako příklad studie prokazující diagnostickou účinnost EAV na poměrně nehomogenní skupině pacientů lze uvést např.

### Stanovisko odborných společností
Česká lékařská společnost Jana Evangelisty Purkyně odmítá EAV jako nevědeckou metodu. Česká lékařská akupunkturistická společnost ČLS JEP by měla z rozhodnutí předsednictva ČLS JEP zrušit svoji sekci elektroakupunktury.